# Директор
Дире́ктор (от лат. dirigere, directum — от di и regere — «управлять», мн. ч. — директора́; устар. жен. — директриса) — управляющий, руководитель, начальник компании, предприятия или учебного заведения.
Традиционно директор — высшая должность в организации, наделённая полномочиями выбора стратегии развития организации, работы с кадрами и определения финансовых потоков предприятия. Однако, при ряде условий, в некоторых организациях должность директора может быть формальной или отсутствовать вообще. В медицинских учреждениях к директору приравнивается главный врач. Также см. «ректор».
Также принято выделять директоров по функциональным направлениям деятельности:
- генеральный директор;
- главный директор;
- коммерческий директор;
- технический директор;
- исполнительный директор (за границей — операционный директор);
- финансовый директор;
- директор по информационным технологиям;
- директор по маркетингу;
- арт-директор.

Директор в России до 1917 года — название должностных лиц, стоящих во главе департаментов и канцелярий министерств и различных учебных и научных учреждений: гимназий, лицеев, институтов, народных училищ (целой губернии), библиотек, музеев, консерваторий, обсерваторий, а также членов правлений железнодорожных и других акционерных обществ.

## Множественное число
До середины XX века корректным правописанием множественного числа было дире́кторы. После 1950-х годов директора́ стало «новой формой». В настоящее время директора́ считается нормой.